# Calígula (peça teatral)
Calígula é uma peça de teatro escrita por Albert Camus, iniciada em 1938 (a data do primeiro manuscrito é 1939) e publicada pela primeira vez em maio de 1944 pela Éditions Gallimard. Estreou em 26 de setembro de 1945 no Théâtre Hébertot em Paris, estrelado por Gérard Philipe (Calígula), Michel Bouquet e Georges Vitaly, e foi dirigido por Paul Œttly. A peça foi posteriormente submetida a inúmeras revisões. Faz parte do que Camus chamou de "ciclo do absurdo", juntamente com o romance O Estrangeiro (1942) e o ensaio O Mito de Sísifo (1942). Vários críticos classificaram a peça como existencialista, embora Camus sempre tenha negado pertencer a essa filosofia. Seu enredo gira em torno da figura histórica de Calígula, um Imperador Romano famoso por sua crueldade e comportamento aparentemente insano.

## Visão Geral
A peça retrata Calígula, Imperador de Roma, atormentado pela morte de Drusilla, sua irmã e amante. Na versão de Camus dos eventos, Calígula eventualmente manipula deliberadamente seu próprio assassinato.
Albert Camus escreveu sobre sua obra: "Calígula, um príncipe aparentemente bondoso, percebe, com a morte de Drusilla (sua irmã e amante), que os homens morrem e não são felizes. Obcecado pela busca do Absoluto e envenenado pelo desprezo e horror, ele tenta exercer, através do assassinato e da perversão sistemática de todos os valores, uma liberdade que, no final, descobre não ser verdadeira liberdade. Ele rejeita a amizade e o amor, a simples solidariedade humana, o bem e o mal. Ele leva a palavra daqueles ao seu redor, força-os à lógica, nivela tudo ao seu redor pela força de sua recusa e pela fúria de destruição que alimenta sua paixão pela vida."
Ele continua: "Mas se sua verdade é rebelar-se contra o destino, sua faculdade é opor-se e negar os outros homens. Não se pode destruir sem destruir a si mesmo. É por isso que Calígula despovoa o mundo ao seu redor e, fiel à sua lógica, faz arranjos para armar aqueles que eventualmente o matarão. Calígula é a história de um suicídio superior. É a história do mais humano e do mais trágico dos erros. Infiel ao homem, leal a si mesmo, Calígula consente em morrer por ter entendido que ninguém pode salvar-se sozinho e que não se pode ser livre em oposição aos outros homens."

## Versões deCalígula
A versão final é a de quatro atos de 1944, publicada pela primeira vez juntamente com O Mal-Entendido, e depois publicada sozinha no mesmo ano. Existe uma versão de três atos de 1941, republicada em 1984, na compilação Cahiers Albert Camus. As mudanças entre as versões mostram o efeito da Segunda Guerra Mundial sobre Camus. A peça é a base para a ópera alemã de 2006 de mesmo nome, de Glanert.